# Raissac
Raissac é uma comuna francesa na região administrativa de Occitânia, no departamento de Ariège. Estende-se por uma área de 3,84 km². Em 2010 a comuna tinha 51 habitantes (densidade: 13,3 hab./km²).